# Liste der Bischöfe von Comacchio
Die folgenden Personen waren Bischöfe von Comacchio (Italien):
- Pacatianus (erwähnt 502), war jedoch in Wirklichkeit Bischof von Imola[1]
- N.N. (um 650)
- Vincentius (702–708)
- Vitalis (um 787)
- Vitalis II.? (um 827)
- Cyprianus (um 858)
- Stephanus (um 879)
- Petrus (vor 908)
- Ursus (um 954)
- Bernardus ? (um 962)
- Gregorius (967–969)
- Joannes ? (um 970)
- N.N. (981)
- Georgius (998–1003)
- Joannes (1003–1016)
- Mazulinus (1018)
- Petrus (1053)
- Adelbertus (1086–1113)
- Paganus (1119)
- Hildebrandus (1122)
- Henricus OCist (1133–1154)
- Leo (1154–1164)
- Vivianus (1166)
- Albertus (1172)
- Guglielmo di Mapello (1199)
- Henricus II. (1199–1201)
- Joannes II. (1205–1222)
- Johannes III. (1222)
- Donatus (1222)
- Bozio (Bene, Buono) (1231–1261)
- N… (Nicolaus, Neon, ?) (1261)
- Michael (1265–1275?)
- Thaddeus (1277–1280)
- Bartolus (1285), Elekt
- Honoratus?
- Antonius (1291–1292)
- Pietro Mancinelli OP (1304–1324)
- Exuperantius Lambertuzzi (1327–1328)
- Franciscus de Boatteri OP (1329–1333)
- Bartolomaeus OP (1333–1348)
- Pacius OFM (1348), Elekt
- Remigius OESA (1349)
- Guglielmo di Guascona OFM (1358–1371)
- Teobaldo de Bochiolis OSB (1371–1379)
- Federico Porcia (1381)
- Simone Saltarelli OP (1386–1396)
  - Blasius, Gegenbischof durch den Gegenpapst Clemens’ VII.
- Petrus Bonus OSB (1393–1399)
- Onofrio Steccuti de’ Visdomini OESA (1400)
- Giacomo Bertuzzi degli Obizzi (1402–1404 oder 1409)
- Giovanni Strada (1414–1415)
- Alberto Benedetti Buoncristiani OSM (1418–1432)
- Mainardino de’ Contrari (1432)
- Bartolomeo Medici OP (1450)
- Francesco Fogliani (1460–1471)
- Filippo Zoboli (1472–1497)
- Meliaduce Estense (1497–1506)
- Francesco Mancinelli (1507–1508)
- Tommaso Foschi (1505–1514)
- Gillino Gillini (1514–1559)
- Alfonso Rossetti-Trotti (1559–1563)
- Ercole Sacrati (1563–1591)
- Orazio Giraldi (1592–1617)
- Alfonso Sacrati (1617–1626)
- Camillo Moro (1626–1630)
- Alfonso Pandolfi (1631–1648)
- Giulio Cesare (Borea) Buzzacarini (1649–1655)
- Sigismondo Isei (1655–1670)
- Nicolò D’Arcano (1670–1714)
- Francesco Bentini (1714–1744)
- Giovanni Antonio Cavedo OFM (1744)
- Cristoforo Lugaresi (1745–1758)
- Giovanni Rondinelli (1758–1795)
- Gregorio Boari OFMCap 1797–1817
- Michele Virgili (1819–1855)
- Vincenzo Moretti (1855–1867)
- Paolo Alessandro Spoglia (1867–1877)
- Luigi Pistocchi (1879–1883)
- Tullio Sericci (1883–1902)
- Alfonso Archi (1902–1905)
- Annibale Lupi (1906–1908)

Personalunion mit dem Bistum Ferrara 1908–1920
- Giulio Kardinal Boschi (1908–1919)
- Francesco Rossi (1919–1920)

Erneut eigenständiges Bistum
- Gherardo Sante Menegazzi OFMCap (1920–1938)
- Paolo Babini (1938–1950)
- Natale Mosconi (1951–1954)
- Giovanni Mocellini (1955–1960)
  - Natale Mosconi, Apostolischer Administrator (1969–1976)
- Filippo Franceschi (1976–1982)
- Luigi Maverna (1982–1986)

Fortführung unter Liste der Erzbischöfe von Ferrara